# 迪積·史賓斯
迪積·史賓斯（英語：Djed Spence，2000年8月9日—），英格蘭職業足球員，司職右閘。現效力英超球隊熱刺。

## 球會生涯

### 米杜士堡
史賓斯於2018年7月1日與米杜士堡簽約，此前他曾在富咸青訓效力。他於2018年8月14日在聯賽盃中為米杜士堡首次上陣，在河畔球場對陣諾士郡的比賽中替補出場。史賓斯在2019年12月7日以1-0戰勝查爾頓的比賽中為米杜士堡首次亮相聯賽，並在同月26日以1-0戰勝哈特斯菲的比賽中打進了他的第一個聯賽進球。
史賓斯頭數場聯賽處子秀以一個進球和三場不失球的表現，贏得了當月的英冠月度最佳青年球員。

#### 諾定咸森林（外借）
2021年9月1日，球會宣布史賓斯將在賽季剩餘時間租借至諾定咸森林。他在10月2日以3-0戰勝伯明翰的比賽中為諾定咸森林打進第一個進球。史賓斯隨後在足總盃戰勝英超球會阿仙奴和李斯特城的比賽表現出色，更在4-1戰勝後者的比賽中打進第四球。
史賓斯在2022年3月獲得英冠聯賽月度最佳球員獎，同時又以對昆士柏流浪的遠射獲得月度最佳入球獎。隨後他再次獲得英冠月度最佳青年球員的提名並第二度獲獎，使他在2022年3月的聯賽最佳獎項中達成「帽子戲法」。
史賓斯的表現為諾定咸森林在當季成功升班起了關鍵的作用，這也令他獲選為英冠聯賽年度最佳陣容及PFA年度最佳陣容。

### 熱刺
2022年7月19日，托特納姆熱刺宣布以2000萬英鎊的轉會費簽下史賓斯，合同為期五年。 他在8月29日首次為熱刺上場，在英超聯賽對陣前東家諾定咸森林的比賽中後補出場，球隊以2-0獲勝。

#### 雷恩（外借）
2023年1月31日，史賓斯被外借至法國甲級聯賽球隊雷恩，直至2022-23賽季結束。 他在雷恩出場10次，其中9次首發，包括在王子公園球場以2-0擊敗巴黎聖日耳曼的比賽，這是巴黎聖日耳曼23個月以來首次在聯賽主場失利。

#### 里茲聯（外借）
2023年8月30日，英格蘭足球冠軍聯賽球隊里茲聯宣布從托特納姆熱刺租借史賓斯，租借期為一季。 他在9月2日對陣谢周三的英冠比賽中首次為里茲聯上場，下半場替補出場，雙方以0-0戰平。 9月18日，史賓斯在訓練中膝蓋韌帶受傷，預計缺陣至12月。 他於12月9日對陣布萊克本流浪者的比賽中復出，替補出場20分鐘，隨後連續首發參加里茲聯接下來的五場英冠比賽。 2024年1月4日，里茲聯啟動中止條款，終止史賓斯的租借，他隨後返回托特納姆熱刺。

#### 熱那亞（外借）
2024年1月11日，史賓斯被租借至意甲球隊熱那亞，直至2023-24賽季結束。 他在下半季為熱那亞出場16次（意甲）。然而，熱那亞無法支付850萬英鎊的買斷費用，史賓斯在租借結束後返回托特納姆熱刺。

#### 重返托特納姆熱刺
2024年8月19日，史賓斯在2024-25賽季英超首輪比賽中，自2023年1月以來首次為熱刺出場，在對陣萊斯特城的比賽中替補出場，雙方以1-1戰平。 他在9月17日對陣考文垂的英格蘭聯賽盃比賽中（2-1勝利）攻入他在熱刺的首個競技進球。 由於後衛、和長期受傷，史賓斯在2024年12月至2025年2月期間獲得了熱刺首發陣容的穩定出場機會。 他在2025年2月16日熱刺以1-0擊敗曼聯的比賽中表現出色，當選全場最佳球員。 2025年2月22日，史賓斯在對陣伊普斯威奇的比賽中（4-1勝利）攻入他的首個英超進球。 截至2025年3月，他在聯賽出場18次，攻入1球並送出2次助攻，防守端每場平均貢獻2.8次搶斷，參與6次零封，證明了自己的價值。

## 國際賽生涯
2022年3月，史賓斯首次獲得英格蘭U21的徵召，入選了即將到來的歐洲U-21足球錦標賽外圍賽對陣安道爾及阿爾巴尼亞的陣容中，並在2022年3月29日客場3-0戰勝後者的比賽中替補登場。

## 生涯數據
最後更新：2025年3月25日
| 球會               | 賽季     | 聯賽     | 聯賽 | 聯賽 | 英格蘭足總盃 | 英格蘭足總盃 | 英格蘭聯賽盃 | 英格蘭聯賽盃 | 其他 | 其他 | 總計 | 總計 |
| 球會               | 賽季     | 層級     | 出賽 | 進球 | 出賽         | 進球         | 出賽         | 進球         | 出賽 | 進球 | 出賽 | 進球 |
| ------------------ | -------- | -------- | ---- | ---- | ------------ | ------------ | ------------ | ------------ | ---- | ---- | ---- | ---- |
| 富咸U23            | 2017–18  | —        | —    | —    | —            | —            | —            | —            | 1    | 0    | 1    | 0    |
| 米杜士堡           | 2018–19  | 英冠     | 0    | 0    | 0            | 0            | 2            | 0            | —    | —    | 2    | 0    |
| 米杜士堡           | 2019–20  | 英冠     | 22   | 1    | 2            | 0            | 0            | 0            | —    | —    | 24   | 1    |
| 米杜士堡           | 2020–21  | 英冠     | 38   | 1    | 1            | 0            | 1            | 0            | —    | —    | 40   | 1    |
| 米杜士堡           | 2021–22  | 英冠     | 3    | 0    | 0            | 0            | 1            | 0            | —    | —    | 4    | 0    |
| 米杜士堡           | 總計     | 總計     | 63   | 2    | 3            | 0            | 4            | 0            | —    | —    | 70   | 2    |
| 米杜士堡U23        | 2018–19  | —        | —    | —    | —            | —            | —            | —            | 3    | 0    | 3    | 0    |
| 諾定咸森林（外借） | 2021–22  | 英冠     | 39   | 2    | 4            | 1            | 0            | 0            | 3    | 0    | 46   | 3    |
| 托特納姆熱刺       | 2022–23  | 英超     | 4    | 0    | 0            | 0            | 0            | 0            | 2    | 0    | 6    | 0    |
| 托特納姆熱刺       | 2024–25  | 英超     | 18   | 1    | 2            | 0            | 3            | 1            | 5    | 0    | 28   | 2    |
| 托特納姆熱刺       | 總計     | 總計     | 22   | 1    | 3            | 0            | 5            | 1            | 2    | 0    | 32   | 2    |
| 雷恩（外借）       | 2022–23  | 法甲     | 8    | 0    | 0            | 0            | 0            | 0            | 2    | 0    | 10   | 0    |
| 里茲聯（外借）     | 2023–24  | 英冠     | 7    | 0    | 0            | 0            | 0            | 0            | 0    | 0    | 7    | 0    |
| 熱那亞（外借）     | 2023–24  | 意甲     | 8    | 0    | 0            | 0            | 0            | 0            | 0    | 0    | 8    | 0    |
| 生涯總計           | 生涯總計 | 生涯總計 | 155  | 5    | 10           | 1            | 9            | 1            | 21   | 0    | 195  | 7    |

## 榮譽

### 俱乐部
诺丁汉森林
- 英格蘭足球冠軍聯賽附加賽：2022年[42]

 热刺
- 欧洲联赛冠軍：2024–25年

個人
- 英格蘭足球冠軍聯賽月度最佳青年球員：2019年12月[5]、2022年3月[12]
- 英格蘭足球冠軍聯賽月度最佳球員：2022年3月[9]
- 英格蘭足球冠軍聯賽月度最佳入球：2022年3月[11]
- 英格蘭足球冠軍聯賽年度最佳陣容：2021年–22年[43]

## 個人生活
史賓斯的姐姐是英國演員卡拉-西蒙·斯彭斯。